# شمال ایووا جیما
شمال ایووا جیما (lang-ja|北硫黄島) شمالی‌ترین عضو جزایر آتشفشانی یا جزایر کازان ژاپن است. همراه با جزایر بونین (جزایر اوگاساوارا)، آتشفشان‌های جزایر اوگاساوارا و زیر استان اوگاساوارا را تشکیل می‌دهند.